# Трушкино (Смоленская область)
Трушкино — упразднённая деревня в Починковском районе Смоленской области России.

## География
Находилась в 2-3 верстах северо-западней современной деревни Фёдорово, недалеко от истока речки Тушемля.

## История
В 1993 году считалась как прекратившая существование деревня Прилеповского сельсовета.

## Транспорт
Просёлочные дороги.